# General Medrano
General Medrano é um personagem do filme 007 Quantum of Solace, vigésimo-segundo filme da franquia cinematográfica de James Bond, criado por Ian Fleming.

## Características
Medrano é um corrupto ex-general do exército boliviano, exilado no exterior, que tenta voltar ao país através de um golpe de estado, para o qual conta com a ajuda de Dominic Greene, um empresário ligado à organização secreta Quantum, a quem, em troca, cede terras aparentemente estéreis no interior do país, mas que serão usadas por Greene para criar um monopólio da energia elétrica, com a construção de uma barragem particular no único depósito de água natural existente.
Medrano também é um assassino psicopata e pervertido, que anos atrás assassinou e matou a família de Camille Montes, depois de estuprar sua mãe e irmã, colocando fogo na casa com os corpos dentro depois da chacina. Por este motivo, é caçado por Montes durante o filme, que quer sua vingança.

## Filme
Ele primeiro aparece num encontro com Greene num porto no Haiti, onde discutem seus negócios, e é apresentado a Camille, a quem, por indução do empresário, leva para um passaeio no mar em seu iate, com vistas a fazer amor com ela. Camille também tem interesse no passeio, pois vê como a oportunidade para matar Medrano. Os planos de ambos são porém frustrados por Bond, que vendo o que ocorre à distância e sabendo que ela será estuprada e assassinada, resgata a agente boliviana do barco do general, após uma perseguição aquática entre ele e os capangas de Medrano e Greene.
Depois que Bond e Camille escapam de uma caverna no meio do deserto onde desceram de pára-quedas, quando seu avião é abatido por um helicóptero armado da Quantum,  eles vão até um luxuoso hotel encravado no meio do deserto, onde encontram-se Greene, Medrano e demais oficiais e policiais corruptos do país, recebendo dinheiro pela transferência das terras e para ajudar no pretendido golpe de estado. Quando o hotel pega fogo sabotado pelas bombas colocadas por 007, Camille encontra o depravado general num quarto prestes a estuprar uma apavorada arrumadeira. Depois de dizer-lhe quem ela é e lembrar-lhe do massacre, ela o enfrenta num combate pessoal mano-a-mano, e, vencendo-o, o mata com um tiro na cabeça, dizendo: "Desta vez é você quem vai queimar", concretizando sua vingança.